# Руський Караул
Руський Карау́л (рос. Русский Караул) — присілок в Красногорському районі Удмуртії, Росія.

## Населення
Населення — 4 особи (2010; 7 в 2002).
Національний склад станом на 2002 рік:
- росіяни — 71 %
- удмурти — 29 %